# Фред Кітінґ
Фредерік Серрано Кітінґ (англ. Frederic Serrano Keating; 27 березня 1897, Нью-Йорк, США — 29 червня 1961, Нью-Йорк, США) — американський ілюзіоніст та кіноактор.

## Життєпис
Фред Кітінґ народився у Нью-Йорку 27 березня 1897 року. У 8-ми річному віці він побачив виступ французького ілюзіоніста Буешьер Де Колта. Пізніше Фред Кітінґ втік зі школи, щоб приєднатися до шоу Терстона як помічника. Фред Кітінґ був учнем Нейта Лейпціґа.
Фред Кітінґ став добре відомий для виконання трюку зі зникаючими з клітки канарками.
У 1920-х роках він виступав ім'я «Ф. Серрано Кітінґ» (Серрано — дошлюбне прізвище його матері).

## Вибрана фільмографія

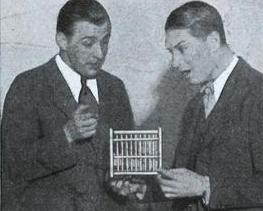

- 1934 — «Капітан ненавидить море» — Денні Чекетт
- 1935 — «Шанхай» — Томмі Шервуд
- 1935 — «Я живу своїм життям» — Джин Пайпер
- 1937 — «Коли твій день народження?» — Ларрі Берк
- 1937 — «Мелодія для двох» — Ромсон
- 1938 — «Потяг-в'язниця» — Френкі Терріс
- 1939 — «Вічно Ваш» — церемоніймейстер
- 1939 — «Об'єднання контрабандистів» — Ларрі Кернс
- 1940 — «Tin Pan Alley» — Гарві Реймонд